# Kvalifikation til VM i fodbold 2018, UEFA anden runde
Anden runde af kvalifikationen under UEFA til verdensmesterskabet i fodbold 2018 fandt sted i november 2017. I denne runde deltog de otte bedst placerede toere fra de ni indledende runder, og der blev spillet om de sidste fire UEFA-pladser til slutrunden. De fire slutrundedeltagere blev fundet efter playoff, det vil sige hvor holdene blev sammensat to og to, hvorpå der blev spillet to kampe på henholdsvis det ene og det andet lands hjemmebane. 
Vinderne af de fire playoff-kampe og dermed kvalificeret til slutrunden blev Schweiz, Kroatien, Sverige og Danmark.

## Deltagerne i anden runde
Med ni grupper i kvalifikationens første runde ville én af gruppernes toere ikke gå videre til anden runde. I opgørelsen af den indbyrdes placering af toerne talte kun resultaterne af kampene mod vinderne samt holdene, der blev nummer tre, fire og fem i grupperne, idet ikke alle grupper havde deltagelse af flere end fem hold.
De otte bedste toere afgøres efter disse parametre og i denne rækkefølge:
1. Højeste antal af points
2. Målforskel
3. Højeste antal mål scoret

| Pos | Hold           | K | V | U | T | M+ | M- | MF  | P  | Kvalifikation                      |
| --- | -------------- | - | - | - | - | -- | -- | --- | -- | ---------------------------------- |
| 1   | Schweiz (A)    | 8 | 7 | 0 | 1 | 18 | 6  | +12 | 21 | Videre til anden runde (play-offs) |
| 2   | Italien (A)    | 8 | 5 | 2 | 1 | 12 | 8  | +4  | 17 | Videre til anden runde (play-offs) |
| 3   | Danmark (A)    | 8 | 4 | 2 | 2 | 13 | 6  | +7  | 14 | Videre til anden runde (play-offs) |
| 4   | Kroatien (A)   | 8 | 4 | 2 | 2 | 8  | 4  | +4  | 14 | Videre til anden runde (play-offs) |
| 5   | Sverige (A)    | 8 | 4 | 1 | 3 | 18 | 9  | +9  | 13 | Videre til anden runde (play-offs) |
| 6   | Nordirland (A) | 8 | 4 | 1 | 3 | 10 | 6  | +4  | 13 | Videre til anden runde (play-offs) |
| 7   | Grækenland (A) | 8 | 3 | 4 | 1 | 9  | 5  | +4  | 13 | Videre til anden runde (play-offs) |
| 8   | Irland (A)     | 8 | 3 | 4 | 1 | 7  | 5  | +2  | 13 | Videre til anden runde (play-offs) |
| 9   | Slovakiet (E)  | 8 | 4 | 0 | 4 | 11 | 6  | +5  | 12 |                                    |

### Seedning og lodtrækning
Lodtrækningen til anden runde (play-offs) blev afholdt 17. oktober 2017 i FIFAs hovedkvarter i Zürich, Schweiz, efter at første runde (gruppespillet) var afsluttet. 
De otte hold blev seedet på grundlag af FIFA's verdensrangliste publiceret den 16. oktober 2017, med top-fire holdene i Lag 1 og de resterende fire hold i Lag 2. Hold fra Lag 1 skulle spille mod hold fra Lag 2 i en hjemme- og en udekamp i den rækkefølge, som blev bestemt af lodtrækningen.
De første kampe blev spillet 9.-11. november og returkampene 12.-14. november 2017.
Følgende hold vil deltog i anden runde. Holdene er fordelt i de to lag efter placeringen på verdensrangslisten (i parentes):
| Lag 1                                                | Lag 2                                                    |
| ---------------------------------------------------- | -------------------------------------------------------- |
| Schweiz (11) Italien (15) Kroatien (18) Danmark (19) | Nordirland (23) Sverige (25) Irland (26) Grækenland (47) |

### Kampe
Vinderne af de fire dobbeltkampe kvalificerede sig til VM.
Tidtspunkter er angivet i CET (UTC+1), som de angives af UEFA (lokale tider kan ses i parenteser).
| Hold 1     | Samlet | Hold 2     | 1. kamp | 2. kamp |
| ---------- | ------ | ---------- | ------- | ------- |
| Nordirland | 0-0    | Schweiz    | 0–1     | 0-0     |
| Kroatien   | 4-1    | Grækenland | 4–1     | 0-0     |
| Danmark    | 5-1    | Irland     | 0–0     | 5-1     |
| Sverige    | 1-0    | Italien    | 1–0     | 0-0     |

| 9. november 2017 20:45 (19:45 UTC±0) |

| Nordirland | 0–1                         | Schweiz                  |
| ---------- | --------------------------- | ------------------------ |
|            | Report (FIFA) Report (UEFA) | - Rodríguez 58' (str.) · |

| Windsor Park, Belfast Tilskuere: 18.269 Dommer: Ovidiu Hațegan (Rumænien) |

| 12. november 2017 18:00 (18:00 UTC+1) |

| Schweiz | 0–0                         | Nordirland |
| ------- | --------------------------- | ---------- |
|         | Report (FIFA) Report (UEFA) |            |

| St. Jakob-Park, Basel Tilskuere: 36.000 Dommer: Felix Brych (Tyskland) |

Schweiz vandt sammenlagt 1–0 og kvalificerede sig til VM-slutrunden.
| 9. november 2017 20:45 (20:45 UTC+1) |

| Kroatien                                                          | 4–1                         | Grækenland               |
| ----------------------------------------------------------------- | --------------------------- | ------------------------ |
| - Modrić 13' (str.) - N. Kalinić 19' - Perišić 33' - Kramarić 49' | Report (FIFA) Report (UEFA) | - Papastathopoulos 30' · |

| Stadion Maksimir, Zagreb Tilskuere: 30.013 Dommer: Gianluca Rocchi (Italien) |

| 12. november 2017 20:45 (21:45 UTC+2) |

| Grækenland | 0–0                         | Kroatien |
| ---------- | --------------------------- | -------- |
|            | Report (FIFA) Report (UEFA) |          |

| Karaiskakis Stadium, Piraeus Tilskuere: 18.667 Dommer: Björn Kuipers (Holland) |

Kroatien vandt sammenlagt 4–1 og kvalificerede sig til VM-slutrunden.
| 11. november 2017 20:45 (20:45 UTC+1) |

| Danmark | 0–0                         | Irland |
| ------- | --------------------------- | ------ |
|         | Report (FIFA) Report (UEFA) |        |

| Parken, København Tilskuere: 36.189 Dommer: Milorad Mažić (Serbien) |

| 14. november 2017 20:45 (19:45 UTC±0) |

| Irland     | 1–5                         | Danmark                                                              |
| ---------- | --------------------------- | -------------------------------------------------------------------- |
| - Duffy 6' | Report (FIFA) Report (UEFA) | - A. Christensen 29' - Eriksen 32', 63', 74' - Bendtner 90' (str.) · |

| Aviva Stadium, Dublin Tilskuere: 51.700 Dommer: Szymon Marciniak (Polen) |

Danmark vandt sammenlagt 5–1 og kvalificerede sig til VM-slutrunden.
| 10. november 2017 20:45 (20:45 UTC+1) |

| Sverige         | 1–0                         | Italien |
| --------------- | --------------------------- | ------- |
| - Johansson 61' | Report (FIFA) Report (UEFA) |         |

| Friends Arena, Solna Tilskuere: 49.193 Dommer: Cüneyt Çakır (Tyrkiet) |

| 13. november 2017 20:45 (20:45 UTC+1) |

| Italien | 0–0                         | Sverige |
| ------- | --------------------------- | ------- |
|         | Report (FIFA) Report (UEFA) |         |

| San Siro, Milano Tilskuere: 72.696 Dommer: Antonio Mateu Lahoz (Spanien) |

Sverige vandt sammenlagt 1–0 og kvalificerede sig til VM-slutrunden.